# Laase (Langendorf)
Laase ist eine Gemarkung der Gemeinde Langendorf im Landkreis Lüchow-Dannenberg in Niedersachsen. Am 1. Juli 1972 wurde die bis dahin eigenständige Gemeinde, zu der auch die Ortschaften Grippel und Pretzetze zählten, in die Gemeinde Langendorf eingegliedert. Der Ort liegt am Westufer der Elbe. Im Jahre 2008 führte der Anbau von gentechnisch verändertem Mais des Saatgutkonzerns Monsanto zu starken Protesten. Seit dem Jahre 2009 werden in Laase und in der gesamten Gemeinde Langendorf keine gentechnisch veränderten Pflanzen mehr angebaut.  Die Straße durch den Ort ist seit 1995 regelmäßig Schauplatz der Transporte zum Brennelemente-Zwischenlager Gorleben.